# Shane Rennie
Shane Rennie (né le 14 décembre 1985 à Grenade) est un joueur de football international grenadien, qui évoluait au poste de milieu de terrain.

## Biographie

### Carrière en sélection
Avec l'équipe de Grenade, il joue 38 matchs (pour 6 buts inscrits) depuis 2005. 
Il figure notamment dans le groupe des sélectionnés lors des Gold Cup de 2009 et de 2011.